# Középső-Gerlachfalvi-csúcs
A Középső-Gerlachfalvi-csúcs a legjellegzetesebb torony a Gerlachfalvi-masszívum gerincén, a Felső-Gerlachfalvi-kapu (Gerlachfalvi-oromrés) és a Középső-Gerlachfalvi-kapu között. A Felkai-völgybe leszakadó magas ék. falán két hatalmas pillér van. 
A lengyel név azt fejezi ki, hogy a csúcs a Gerlachfalvi- és a Kis-Gerlachfalvi-csúcs között foglal helyet. A magyar név ezt követi. 1921-ben az iglói Mikuláš Mlynarčík, František Lipták és Gustáv Nedobrý által alapított szlovák hegymászó egyesület – a JAMES – szerint egy rövid ideig a szlovák elnevezés James-torony volt, de idegen hangzása miatt nem maradt meg.